# Plaza 22 de Agosto
La Plaza 22 de Agosto es una plaza pública ubicada en el centro histórico de la ciudad de Managua, Nicaragua. Fue construida por la Alcaldía de Managua e inaugurada el 18 de enero de 2016. Se encuentra frente al Palacio Nacional de la Cultura y próxima a la Plaza de la Revolución, dentro del circuito simbólico y político del país.

## Historia
La plaza fue construida como parte del proyecto de embellecimiento del centro histórico de Managua. Su nombre conmemora la Operación Chanchera, una acción armada del Frente Sandinista de Liberación Nacional que culminó en la toma del Palacio Nacional el 22 de agosto de 1978. Este hecho es considerado uno de los eventos clave del proceso revolucionario nicaragüense.

## Diseño
La plaza se caracteriza por su diseño abierto, con una superficie de concreto liso, jardineras, bancas, postes de iluminación moderna y áreas accesibles para personas con discapacidad. El diseño busca resaltar el entorno monumental del Palacio Nacional, permitiendo actividades masivas y caminatas.

## Función y actividades
Desde su inauguración, la plaza se ha utilizado para eventos culturales, recreativos y conmemorativos. Durante los fines de semana y festividades nacionales, recibe a miles de visitantes que disfrutan de espectáculos, ferias y caminatas familiares.

## Accesibilidad y entorno
La Plaza está conectada con otras zonas clave del casco histórico: el Parque Central, la Plaza de la Revolución, el Malecón de Managua y la nueva Plaza de la Soberanía. Varias rutas de buses urbanos pasan cerca de la zona, incluyendo las líneas 104, 110, 112, 164 y 170.